# Karl von Esebeck
Karl Christian Burghard von Esebeck (* 25. April 1745 in Zweibrücken; † 23. November 1809 in Berlin) war ein preußischer Generalmajor.

## Leben

### Herkunft
Karl Christian Burghard war der Sohn von Hans Asmus von Esebeck (* 25. August 1711; † 21. Mai 1771) und dessen Ehefrau Johanna Friederike, geborene von Göllnitz. Sein Vater war Geheimer Rat und Staatsminister in Zweibrücken sowie Herr auf Salze, Liebersee und Cocherau.

### Militärkarriere
Esebeck wurde 1760 als Estandartenjunker im Leibkürrassierregiment der Preußischen Armee angestellt und dort am 18. Juni 1760 zum Kornett ernannt. Esebeck kämpfte mit seinem Regiment im Feldzug 1760/63 bei Torgau, Freiberg sowie bei Langensalza und wurde nach Friedensschluss am 18. Juni 1764 zum Leutnant befördert. Am 25. Juni 1775 folgte seine Beförderung zum Stabsrittmeister. Als Rittmeister und Eskadronchef nahm Esebeck dann 1778/79 am Bayerischen Erbfolgekrieg teil. Im weiteren Verlauf seiner Militärkarriere wurde er am 3. September 1786 Major und zog als solcher 1792 in den Krieg gegen Frankreich. Während des Feldzuges wurde Esebeck am 23. Januar 1793 Oberstleutnant und erhielt für seine Leistungen während der Schlacht bei Kaiserslautern am 11. Dezember 1793 den Orden Pour le Mérite. Anschließend kämpfte er noch bei Trippstadt und wurde schließlich am 22. Januar 1794 zum Regimentskommandeur ernannt. Am 1. August 1794 musste Esebeck ins Lazarett nach Mainz, da er an der Ruhr erkrankt war. Nach seiner Gesundung kam er Mitte des Monats zum Depot des Regiments und wurde am 21. Januar 1795 zum Oberst befördert. König Friedrich Wilhelm III. ernannte Esebeck am 12. Mai 1803 zum Chef des Dragonerregiments „von Busch“ und fünf Tage später beförderte er ihn zum Generalmajor. Im Vierten Koalitionskrieg gegen Frankreich führte Esebeck sein Regiment in der Schlacht bei Preußisch Eylau sowie den Gefechten von Braunsberg und Jesau. Ein Jahr nach dem Frieden von Tilsit reichte Esebeck seinen Abschied ein, der ihm mit einer jährlichen Pension von 1000 Talern gewährt wurde.
Er verstarb in Berlin und wurde am 26. November 1809 auf dem dortigen Garnisonfriedhof beigesetzt.

### Familie
Esebeck verheiratete sich am 22. Dezember 1771 in Dessau mit Wilhelmine Charlotte Schönberg von Brenkenhoff (* 5. Februar 1752;  † 8. September 1827 in Siegelsdorf, Bezirk Merseburg). Sie war die Tochter des Hofmarschalls Franz Balthasar Schönberg von Brenkenhoff. Aus der Ehe gingen folgende Kinder hervor:
- Karl († 1774)
- Friederike (* 17. Oktober 1775 in Kalbe; † 27. Dezember 1846 in Dessau)
- Hans Wilhelm Karl (* 3. März 1777 in Kalbe)
- Christian Wilhelm Ludwig (1779–1838), Polizeipräsident von Berlin ⚭ Wilhelmine von Naumer (* 23. Juli 1789; † 5. August 1853)
- Wilhelmine († 1781)
- Asmus Heinrich Franz (* 10. Juli 1783 in Kalbe; † 18. Juli 1812 bei Eckau)
- Joachim Eberhard Karl (* 12. November 1784 in Kalbe; † 2. Mai 1813 bei Großgörschen), preußischer Stabskapitän und Führer des Freiwilligen-Jägerdetachements des Regiments Garde
- Karl August Ludwig Hans (1786–1871), preußischer Generalleutnant

⚭ 1809 Frederike von Saucken (* 21. September 1788; † 15. April 1830)
⚭ 1831 Therese von Stülpnagel (* 12. November 1810; † 25. August 1887)